# Pipistrellus raceyi
Pipistrellus raceyi é uma espécie de morcego da família Vespertilionidae. Endêmica de Madagascar.